# Martwili

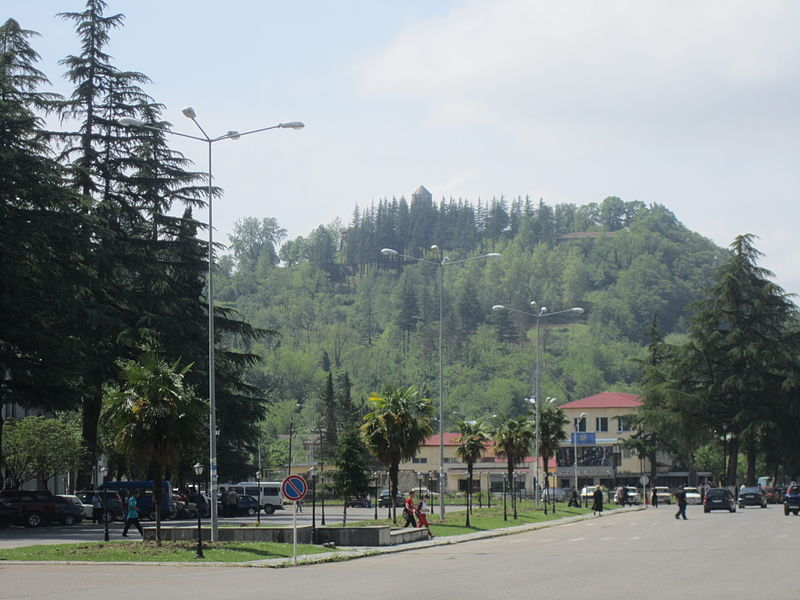
Martwili

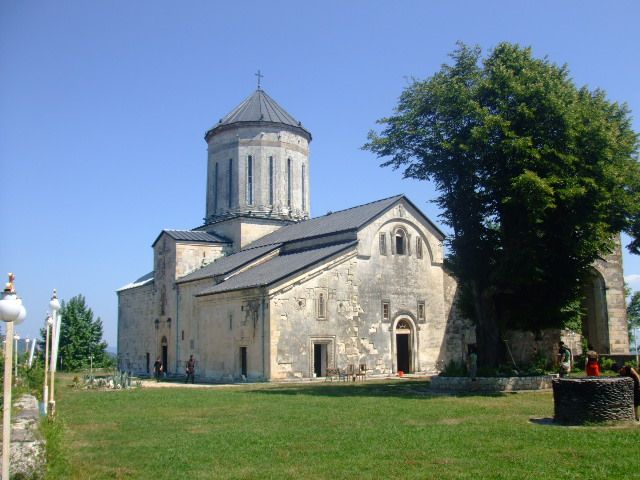
Martwili-Chkondidi-Kathedrale

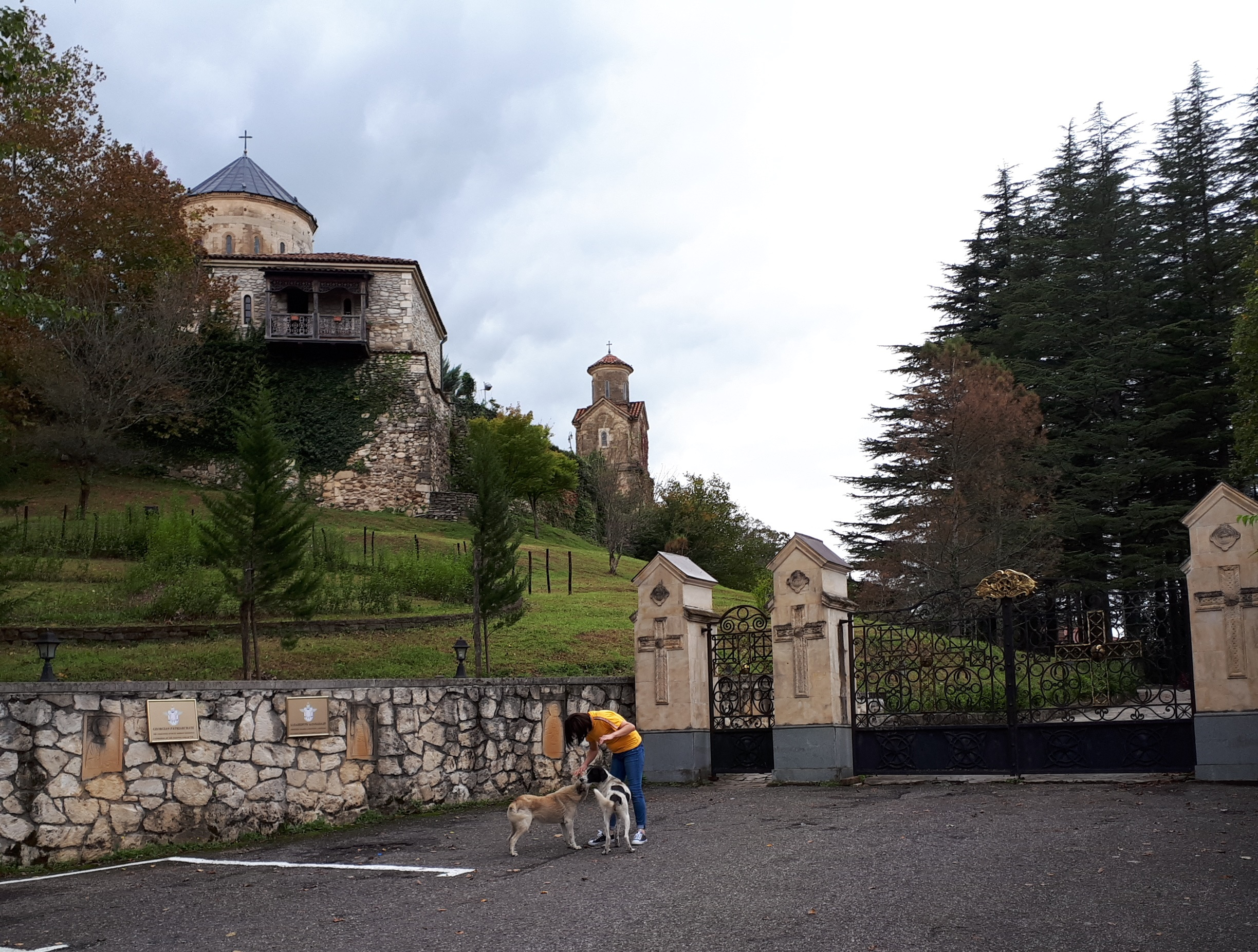
Martwili Kloster

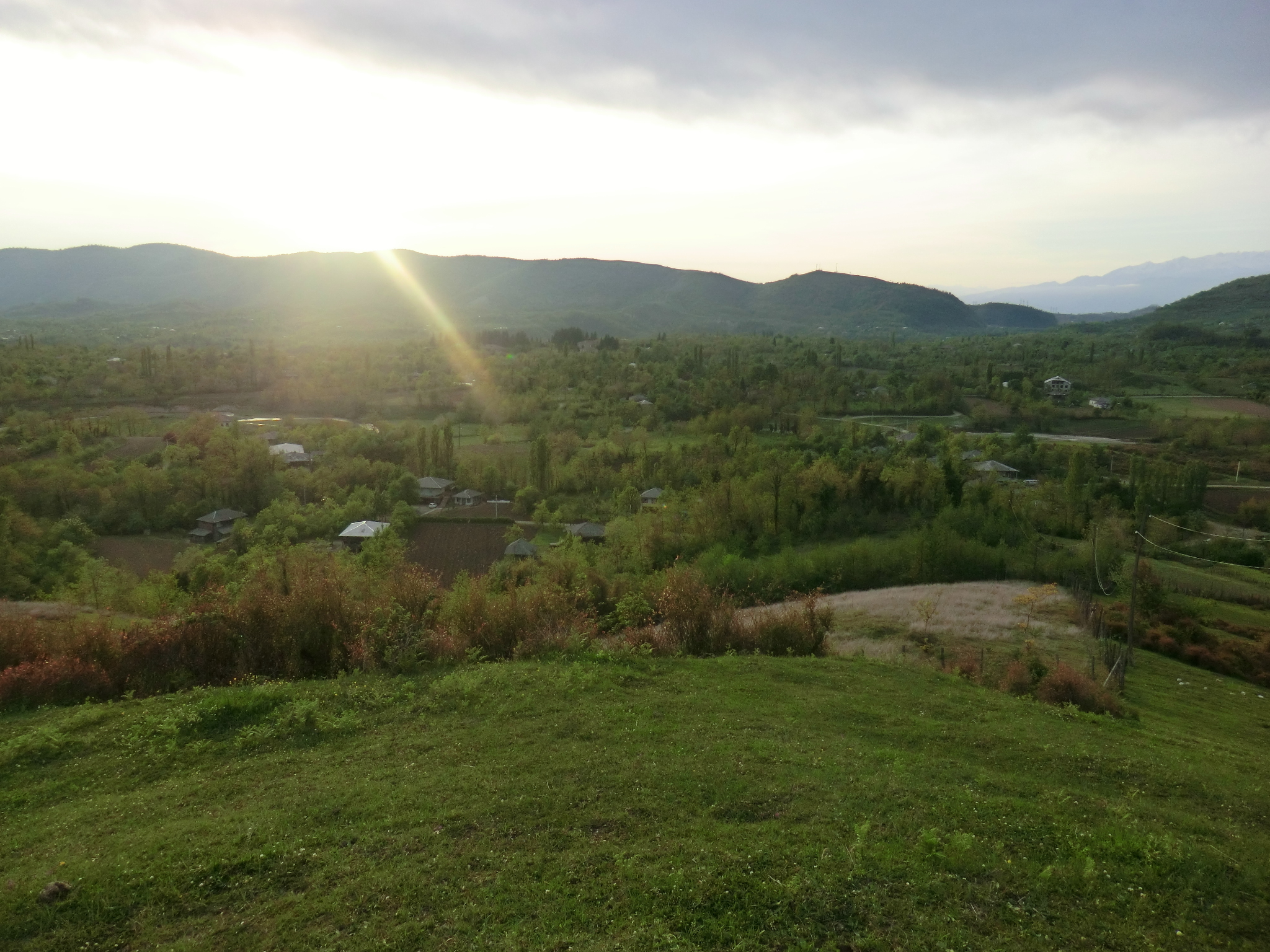
Blick auf den Ortsteil Saeliao

Martwili (georgisch მარტვილი) ist eine Stadt in der Region Mingrelien und Oberswanetien im Westen von Georgien.
Während der Zugehörigkeit Georgiens zur Sowjetunion hieß der Ort, der 1982 die Stadtrechte erhielt, von 1936 bis 1990 Gegetschkori, benannt nach dem in der Nähe geborenen Revolutionär Aleksi (Sascha) Gegetschkori (1887–1928).

## Wirtschaft
Die Bevölkerung lebt größtenteils von der Landwirtschaft bzw. sind Selbstversorger. Im Ortskern gibt es einige Geschäfte und Märkte sowie einen Supermarkt.
Industrie oder Fabriken gibt es nicht mehr, viele leerstehende, zum Teil verfallene Gebäude erinnern an Zeiten, als es hier noch mehr Arbeit gab. Es gibt ein öffentliches Krankenhaus, eine Polizeistation, eine Feuerwehr sowie zwei Banken. Jeden Freitag gibt es einen großen Markt in der Nähe des Fußballplatzes, zu dem jeder auch selbst Waren anbieten kann.

## Kultur
In der Ortsmitte befindet sich das Heimatmuseum, das 1957 gegründet und 2011 renoviert wurde.

## Religion
Die laut Sage auf den Wurzeln einer Eiche gebaute Martwili-Chkondidi-Kathedrale entstand im späten 7. Jahrhundert. Nach Überlieferung der Mönche soll hier im 1. Jahrhundert ein anderes Kirchengebäude gestanden haben, erbaut an der Stelle, wo Apostel Andreas einige Einheimische an einer Eiche zum Christentum bekehrt haben soll. Dieses Kloster auf einem Hügel in der Ortsmitte gilt als sehenswert.

## Sport
Der in Martwili beheimatete Fußballverein FC Merani Martwili spielt in der Umaghlessi Liga, der höchsten georgischen Spielklasse. Der Fußballplatz verfügt über zwei Tribünen mit etwa 2500 Sitzplätzen.